# Anna Eriksdotter
Anna Eriksdotter (eller Anna Ersdotter), kallad Sotpackan, född 1624, död 15 juni 1704, var den sista människan som avrättades för häxeri i Sverige.

## Biografi
Anna, som bodde i Lista socken i Rekarne, hade sedan hon flyttat dit 1680 ansetts vara en häxa på grund av sin förmåga att stämma blod och sin goda hand med djur. Hon hade varit piga hos prästen och då hon avskedats sades hon ha trollat honom stum en dag då han skulle hålla sin predikan. Hon arresterades 1704 och anklagades för att »medelst trolldom och förgörning skadat Nils Jonsson därsammastädes till sin hörsel, syn och mun», det vill säga för att ha gjort Nils Jonsson blind, döv och stum, så kallad förgörning.   
Nils Jonsson uppgav att Anna Eriksdotter, en söndag hade besökt honom och bett honom om en pipa tobak, och blivit »som litet förtörnad» då han sade sig inte ha någon. De hade därefter delat middag. Då hon gett sig av hade hon som vanligt begärt att få något med sig hem, och han hade gett henne en korv och en kaka och litet ull till strumpor. 
Följande tisdag hade Nils Jonsson talat med änkan Karin på Biltinge backe, då han:
"fast det var stilla och lugnt, en tämligen stark väderpust på högra sidan av ansiktet träffade, så att icke allenast dess högra sida lika som rördes utan och hörseln och synen på samma tid blev honom alldeles betagen och mycket vatten utflöt av högra örat. Och blev han huvudrasande och lika som ifrån sina sinnen, och vart jämväl munnen dragen på sned på vänstra sidan in emot örat, så att, när han skulle spotta, spottade han bakom sig; och hade han mycket besvärligit med att tala, vilket allt bemälte hustru Karin åskådade och nu inför rätten edeligen bevittnar sannfärdeligen skett vara.»
Han hade kallat på Anna för att hon skulle ta bort sin förbannelse och ge honom synen och talet tillbaka till förutvarande skick. Hon gick med på det och sade att han stundande natt skulle bli bättre. Då han vaknade nästa dag var synen och talet återställt, men inte hörseln, vilket han hade glömt att be henne återge honom. 
Vittnen intygade hans historia. Anna själv bekräftade vittnesmålen och sade att hon gjort lite konster för att Nils betett sig "för det han understundom visat sig något vidrig och änteligen därföre, att han nekade giva henne tobak".
Som häxa hade hon bland annat trollat fram vargar som rivit sönder grannens får på den tiden då Nils Jonssons hustrus förra man levde, som hämnd för att Anna vid ett besök inte hade fått med sig mer än en fårbog. Hon uppgav att förtrollningen hade skett genom »att hon tillika med Hin Onde blåst i var sitt horn, då vargarne straxt voro tillstädes».
Hon uppgav att hon hade varit i Satans tjänst sedan hennes barndom, då hennes mor hade smort en kalv och flugit med henne genom skorstenen till Blåkulla, och att även hennes far, bror och två systrar var »av samma fördömliga synd besmittade».
Men nu hade hon "på sin höga ålder kommit till sina grova synders känsla, som eljes hade kunnat henne uti det eviga fördärvet föra". Hon förklarade sig vara nöjd oavsett om hon benådades eller avrättades. Det noteras att hon under sin fängelsetid »mycket andäktig uti sina böner och åkallan varit». 
Häradsrätten dömde henne till döden. Hovrätten rekommenderade till Kungl. Maj:t att hon skulle benådas och få något lindrigare straff eftersom hon »är åldrig och minneslös» och »jämväl till en del berättar sådant, som icke annars än av förbländelser och i galna inbillningar kan bestå», men kungen bekräftade dödsdomen. Hon avrättades genom halshuggning. 
Dödsstraffet för trolldom avskaffades 1734, den sista häxprocessen hölls 1757 (ingen blev dock avrättad) och dödsstraffet för satanspakt avskaffades 1779.